# Рудисти
Рудисти (Hippuritida) — вимерлий ряд двостулкових молюсків, що існували у пізньому юрському та впродовж крейдового періоду. Мали нерівностулкову мушлю, зазвичай приростали однією стулкою до підводних предметів. Досягали іноді до 1,5 м заввишки. Мешкали на невеликих глибинах в теплих морях; утворювали колонії, нерідко спільно з коралами. Відомо близько 1000 видів. Служать хорошими керівними копалинами для зіставлення верхньоюрських і крейдяних відкладень. Представляють інтерес для з'ясування шляхів розвитку двостулкових молюсків.

## Класифікація
До ряду відносять такі родини:
- Підряд: †Hippuritidina
  - Надродина: †Caprinoidea
    - Родина: †Antillocaprinidae
    - Родина: †Caprinidae
    - Родина: †Caprinuloideidae
    - Родина: †Ichthyosarcolitidae

  - Надродина: †Radiolitoidea
    - Родина: †Caprotinidae
    - Родина: †Diceratidae
    - Родина: †Hippuritidae
    - Родина: †Plagioptychidae
    - Родина: †Polyconitidae
    - Родина: †Radiolitidae
- Підряд: †Requieniidina
  - Надродина: †Requienioidea
    - Родина: †Requieniidae
    - Родина: †Epidiceratidae